# Liste der Monuments historiques in Prunay-en-Yvelines
Die Liste der Monuments historiques in Prunay-en-Yvelines führt die Monuments historiques in der französischen Gemeinde Prunay-en-Yvelines auf.

## Liste der Bauwerke
| Bezeichnung                                                     | Beschreibung | Standort         | Kennzeichnung | Schutzstatus | Datum | Bild |
| --------------------------------------------------------------- | ------------ | ---------------- | ------------- | ------------ | ----- | ---- |
| Kirche Notre-Dame-de-la-Crèche-Saint-Gorgon im Ortsteil Craches |              | (Lage)           | PA00087578    | Inscrit      | 1978  |      |
| Kirche St-Pierre-St-Paul                                        |              | (Lage)           | PA00087577    | Classé       | 1983  |      |
| Befestigtes Haus                                                |              | Gourville (Lage) | PA00087579    | Inscrit      | 1972  |      |

## Liste der Objekte
- Monuments historiques (Objekte) in Prunay-en-Yvelines in der Base Palissy des französischen Kultusministeriums